# Das finstere Tal
Das finstere Tal ("den mörka dalen") är en österrikisk-tysk spänningsfilm från 2014 i regi av Andreas Prochaska, med Sam Riley, Paula Beer och Tobias Moretti i huvudrollerna. Den utspelar sig i Alperna i slutet av 1800-talet, och handlar om en rad oförklarliga dödsfall i en by där en mystisk främling har slagit sig ned över vintern. Filmen bygger på Thomas Willmanns roman med samma titel och använder konventioner från vilda västern-filmer. Budgeten var 6,5 miljoner euro. Inspelningen ägde rum i Sydtyrolen från 21 januari till 21 mars 2013.
Filmen hade premiär 10 februari 2014 vid filmfestivalen i Berlin. Den gick upp på bio i Tyskland 13 februari och Österrike 14 februari. Den fick Bayerska filmpriset för bästa regi och bästa skådespelare (Tobias Moretti). Vid Tyska filmpriset fick den andrapriset i kategorin bästa film, samt sju ytterligare priser.

## Medverkande
- Sam Riley – Greider
- Paula Beer – Luzi
- Tobias Moretti – Hans Brenner
- Clemens Schick – Luis Brenner
- Helmuth A. Häusler – Hubert Brenner
- Martin Leutgeb – Otto Brenner
- Johannes Nikolussi – Rudolf Brenner
- Florian Brückner – Edi Brenner
- Hans-Michael Rehberg – Brenner
- Carmen Gratl – Luzis mor Gaderin
- Thomas Schubert – Luzis fästman Lukas
- Franz Xaver Brückner – Franz
- Xenia Georgia Assenza – Greiders mor Maria
- Erwin Steinhauer – pastor Breiser
- Heinz Ollesch – smed
- Gerhard Liebmann – Lukas' far